# Winnifred Sprague Mason Huck
Winnifred Sprague Mason Huck (14 de septiembre de 1882 - 24 de agosto de 1936) fue una periodista y política estadounidense del estado de Illinois que se convirtió en la tercera mujer en servir en el Congreso de los Estados Unidos, después de Jeannette Rankin y Alice Mary Robertson, la primera mujer en representar a Illinois en el Congreso, la primera en ganar una elección especial para el Congreso de los Estados Unidos. Fue elegida para ocupar el escaño de su padre, el representante William Ernest Mason, después de su muerte.

## Vida y carrera
Huck nació Winnifred Sprague Mason en Chicago, Illinois, y asistió a escuelas públicas en Chicago y en Washington D. C. Trabajó como secretaria de su padre. Fue elegida como republicana para el 67° Congreso de los Estados Unidos por elección especial para cubrir la vacante causada por la muerte de su padre. Sirvió un período parcial del 7 de noviembre de 1922 al 3 de marzo de 1923, un término que se superponía con el término de un día de la primera mujer en el Senado de los Estados Unidos, Rebecca Latimer Felton. A diferencia de la mayoría de los Representantes de primer mandato, presentó varios proyectos de ley. Fracasó en el intento para el nombramiento en el 68° Congreso en 1922, y para una nominación de una elección especial del 27 de febrero de 1923, para cubrir la vacante causada por la muerte del representante James Mann.
Después de su mandato se hizo miembro del Partido Nacional de la Mujer. Más tarde se convirtió en periodista de investigación y expuso los abusos del sistema penitenciario. Huck murió en Chicago, y sus cenizas fueron enterradas en el cementerio de Oakwood, en Waukegan, Illinois.